# Inner City
Inner City es un grupo estadounidense de música house, formado en Detroit en 1988 por Kevin Saunderson y Shanna Jackson.
Sus canciones más conocidas son Big Fun, publicada en 1988 y coescrita junto a James Pennington y Arthur Forrest, y Good Life publicada en 1989. Ambos hits alcanzaron los primeros puestos de las listas de éxitos estadounidenses y británicas. El tema Big Fun es responsable de dar a conocer mundialmente un nuevo tipo de música, el techno, que hasta entonces había permanecido en el circuito underground estadounidense. 

## Discografía

### Álbumes
| Año  | Álbum                                    | UK | EE. UU. |
| ---- | ---------------------------------------- | -- | ------- |
| 1989 | Paradise (renombrado Big Fun en EE. UU.) | 3  | 162     |
| 1989 | Paradise Remixed                         | 17 | -       |
| 1990 | Fire                                     | -  | -       |
| 1992 | Praise                                   | 52 | -       |
| 1993 | Testament '93                            | 33 | -       |

### Sencillos
| Año  | Sencillo                                          | UK  | EE. UU. | EE. UU. Dance |
| ---- | ------------------------------------------------- | --- | ------- | ------------- |
| 1988 | "Big Fun"                                         | 8   | —       | 1             |
| 1988 | "Good Life"                                       | 4   | 73      | 1             |
| 1989 | "Ain't Nobody Better"                             | 10  | —       | 1             |
| 1989 | "Do You Love What You Feel"                       | 16  | —       | 1             |
| 1989 | "Whatcha Gonna Do with My Lovin'"                 | 12  | 76      | 8             |
| 1990 | "(That Man) He's All Mine"                        | 42  | —       | 15            |
| 1991 | "Let It Reign"                                    | 51  | —       | —             |
| 1991 | "Till We Meet Again"                              | 47  | —       | —             |
| 1992 | "Pennies From Heaven"                             | 24  | —       | 1             |
| 1992 | "Follow Your Heart"                               | —   | —       | 2             |
| 1992 | "Hallelujah '92"                                  | 22  | —       | —             |
| 1992 | "Praise"                                          | 59  | —       | —             |
| 1992 | "Till We Meet Again" (remix)                      | 55  | —       | —             |
| 1993 | "Back Together Again"                             | 49  | —       | —             |
| 1994 | "Do Ya"                                           | 44  | —       | 5             |
| 1994 | "Share My Life"                                   | 62  | —       | 24            |
| 1995 | "Ahnonghay"                                       | 120 | —       | —             |
| 1995 | "Your Love"                                       | 28  | —       | —             |
| 1996 | "Do Me Right"                                     | 47  | —       | —             |
| 1999 | "Good Life (Buena Vida)" (PIAS regrabación)       | 10  | —       | —             |
| 2000 | "Good Love"                                       | —   | —       | —             |
| 2001 | "Pump It Up Dub" (con E-Dancer)                   | —   | —       | —             |
| 2004 | "Say Something"                                   | —   | —       | —             |
| 2011 | "Future" (como Kevin Saunderson feat. Inner City) | —   | —       | —             |

## Enlaces
- Sitio web oficial
- Inner City en Facebook
- Inner City en X (antes Twitter)
- Discografía en Discogs

- Datos: Q1663959